# Меггі Стеффенс
Меггі Стеффенс  (англ. Maggie Steffens, 4 червня 1993) — американська ватерполістка, триразова олімпійська чемпіонка, дворазова чемпіонка світу.

## Виступи на Олімпіадах
| Олімпіада           | Дисципліна | Місце |
| ------------------- | ---------- | ----- |
| Лондон 2012         | водне поло | 1     |
| Ріо-де-Жанейро 2016 | водне поло | 1     |
| Токіо 2020          | водне поло | 1     |